# Willie Bain
Pour les articles homonymes, voir Bain.
William Thomas Bain (né le 29 novembre 1972) est un homme politique du parti travailliste écossais qui est député de Glasgow North East de 2009 à 2015.
Sous la direction d'Ed Miliband, Bain est ministre fantôme de l'Alimentation et ensuite sous-secrétaire d'Etat fantôme pour l'Écosse, secondant la secrétaire écossaise fantôme Margaret Curran .
Après avoir quitté le parlement en 2015, il est responsable de Fintech & Financial Services chez Inline Policy, un cabinet de conseil politique, avant de rejoindre le British Retail Consortium en 2017, où il conseille sur le Brexit et la politique commerciale .

## Jeunesse
Né à l'hôpital Stobhill de Glasgow, fils de William, ingénieur en ascenseurs, et de Catherine, commis à la paie, Willie Bain grandit dans la région de Carron à Springburn, où son père réside toujours .

## Début de carrière
Élevé dans la foi catholique romaine, Bain fréquente l'école secondaire St.Roch's et l'Université de Strathclyde, où il obtient un baccalauréat en droit en 1995. Par la suite, il obtient un diplôme en pratique juridique en 1996 et est passé à des cours à temps partiel et à la recherche à la faculté de droit de l'Université de Strathclyde, travaillant avec le Centre d'études parlementaires et législatives de la faculté de droit sur des projets de recherche sur la dévolution.
Il obtient un LLM en recherche en droit constitutionnel en 2004 et est ensuite maître de conférences en droit public et européen à l'Université de South Bank de Londres entre 2004 et 2009. Il est secrétaire du Glasgow North East Constituency Labour Party et de sa circonscription prédécesseur, Glasgow Springburn, de 1999 à 2009. Bain est membre de Unite, Progress, de la Fabian Society et d'Amnesty International .

## Député
À la suite de la démission du député local et président de la Chambre des communes Michael Martin, William Bain est choisi par le CLP local comme candidat travailliste aux élections partielles de 2009 à Glasgow au nord-est, remportant par la suite le siège.
En 2012, Bain déclare que les députés travaillistes écossais ont une convention de ne pas soutenir les motions déposées par le Parti national écossais, qui est connu sous le nom de «principe de Bain». 
Bain, comme la plupart des députés travaillistes en Écosse, perd son siège en 2015 au profit de la candidate SNP, Anne McLaughlin.